# Svartgölen (Döderhults socken, Småland)
Svartgölen är en sjö i Oskarshamns kommun i Småland och ingår i Virån-Emåns kustområde.